# Ночера-Теринезе
Ночера-Теринезе (італ. Nocera Terinese) — муніципалітет в Італії, у регіоні Калабрія, провінція Катандзаро.
Ночера-Теринезе розташована на відстані близько 450 км на південний схід від Риму, 45 км на захід від Катандзаро.
Населення — 4743 особи (2014).
Щорічний фестиваль відбувається 24 червня. Покровитель — Іван Хреститель (San Giovanni Battista).

## Демографія
Населення за роками:

Станом на 1 січня 2023 року в муніципалітеті офіційно проживали 262 іноземці з 29 країн, серед них 45 громадян країн Євросоюзу та 8 громадян України.

## Сусідні муніципалітети
- Амантеа
- Клето
- Фалерна
- Ламеція-Терме
- Мартірано-Ломбардо
- Сан-Манго-д'Акуїно